# Iwencjusz z Pawii
Iwencjusz (Ewencjusz) z Pawii, łac. Inventius [wynalazca] lub Eventius, mylony z łac. Iuventius, ang. Juventius – trzeci biskup Pawii, święty Kościoła katolickiego.
Według różnych źródeł Iwencjusz żył w I lub IV wieku.
Według Vita św. Syrusa (+I lub IV wiek) on i Iwencjusz byli uczniami pierwszego bpa Akwilei, Hermagorasa (+70), będącego z kolei uczniem św. Marka (+68). Zostali wysłani przez św. Piotra (+67) do Pawii, jako posłańcy wiary. Obaj pretendują do bycia pierwszymi biskupami tego miasta, jednakże oficjalnym następcą Syrusa został Pompejusz (+ ok. 290; pochowany obok Syrusa), a dopiero trzecim biskupem został Iwencjusz. Syrus został by ewangelizować Pawię, Iwencjusz miał dotrzeć do Mediolanu, gdzie pogrzebał ciała bliźniaków męczenników Gerwazego i Protazego odkryte w późniejszym czasie przez św. Ambrożego w 356 roku w podziemiach kościoła świętych Nabora i Feliksa.
Z kolei inne źródła podają, że Iwencjusz był współczesny św. Ambrożemu (+397), a jego pontyfikat przypadał na lata 381-397. Miał uczestniczyć w synodach w Akwilei (381) i w Mediolanie (390) skąd wysłał podpisany przez siebie list synodalny do papieża Syrycjusza (+399).
W 1574 roku odkryto grób Świętego dzięki inskrypcji Hic iacet clarus miraculis Eventius.
Wspomnienie liturgiczne św. Iwencjusza w Kościele katolickim obchodzone jest 8 lutego. Dzień pamięci przypada również 12 września, kiedy to wspominany jest za Martyrologium Rzymskim razem ze św. Syrusem.